# ممنوع السكوت (مسلسل)
ممنوع السكوت مسلسل تلفزيوني كويتي من
بطولة عبد الرحمن العقل، محمد العجيمي، باسمة حمادة، أُنتِج في عام 2022، وهو من تأليف الكاتبة مي العيدان ، ومن إخراج المخرج سيف الدين العيساوي.

## ملخص القصة
يخسر سيف كل أمواله في لعب القمار، ونتيجة لبخله الشديد تضيق المعيشة على أسرته، فيتعرف على المهرب سمار الذي يدفعه لقتل شقيقه يعقوب في محاولة منه للاستيلاء على شركته، ولكن سوء عملهما كان لهما بالمرصاد.

## طاقم العمل

### الممثلون
- عبد الرحمن العقل بدور (سيف)
- محمد العجيمي بدور (سمار)
- باسمة حمادة بدور (لطيفة)
- شيلاء سبت بدور (أصول)
- محمد الأنصاري بدور (صقر)
- غدير زايد
- إسماعيل الراشد

بدور (يعقوب أبو صقر)
- عبد الله الفريح بدور (أبو محمد)
- عبد الله هيثم بدور (مشعل)